# Синицина
Сини́цина (рос. Синицына) — присілок у складі Ішимського району Тюменської області, Росія.
Населення — 492 особи (2010, 444 у 2002).
Національний склад станом на 2002 рік:
- росіяни — 92 %